# جاش وست
جاش وست (انگلیسی: Josh West؛ زادهٔ ۲۵ مارس ۱۹۷۷) قایقران روئینگ، و دانشمند علوم زمین اهل بریتانیا است.